# لیپنو (استان لهستان بزرگ‌تر)
لیپنو (به لاتین: Lipno) یک روستا در لهستان است که در گمینا لیپنو (استان لهستان بزرگ‌تر) واقع شده‌است. لیپنو ۱٬۱۷۶ نفر جمعیت دارد.